# Эргастул
Эрга́стул (лат. ergastulum, от греч. ἐργαστήριον «мастерская», «каменоломня»; по другой версии, от греч. ἐργαστυλος «столб для привязывания раба») — в Древнем Риме помещение для содержания опасных или провинившихся рабов.

## Архитектура
Как правило, эргастул располагался под землёй и имел вид крытой ямы достаточного размера, чтобы рабы могли работать и спать. 
Эргастулы — типичные сооружения рабовладельческих поместий (латифундий). 
А. Б. Ранович применяет по отношению к ним термин «казарма».

## История
Судя по названию, эргастулы возникли в период влияния греческой культуры на Рим. Запрещены императором Адрианом.
Термин также используется для обозначения небольшой тюрьмы в Древнем Риме.